# Dispersión del tiempo de vuelo de neutrones
En la dispersión del tiempo de vuelo de los neutrones, una forma de dispersión inelástica de neutrones, la posición inicial y la velocidad de un pulso de neutrones son fijas, y se miden su posición final y el tiempo después del pulso en que se detectan. Según el principio de conservación del momento, estos pares de coordenadas pueden transformarse en momentos y energías de los neutrones, y el experimentador puede utilizar esta información para calcular el momento y la energía transferidos a la muestra. También son posibles los espectrómetros de geometría inversa. En este caso, la posición final y la velocidad son fijas y las coordenadas incidentes varían.
La dispersión por tiempo de vuelo se puede realizar mediante una fuente de neutrones suministrada por un reactor de investigación o por una instalación de espalación.

## Espectrómetros de tiempo de vuelo en fuentes pulsadas
Entre los espectrómetros de tiempo de vuelo con fuentes pulsadas pueden citarse el Pharos en el Centro Lujan del LANSCE en el Laboratorio Nacional de Los Álamos; MAPS, MARI, HET, MERLIN y LET en la fuente de neutrones ISIS;
ARCS, CNCS y SEQUOIA en la Fuente de Neutrones de Espalación; iBIX, SuperHRPD, PLANET, SENJU, TAKUMI, iMATERIA y NOVA en el J-PARC; y SKAT-EPSILON, DIN-2PI y NERA en el reactor pulsado IBR-2.

## Espectrómetros de tiempo de vuelo en fuentes continuas
Los espectrómetros de tiempo de vuelo en fuentes continuas incluyen el DCS y el FCS en los laboratorios del Instituto Nacional de Estándares y Tecnología en Maryland; IN4, IN5 e IN6 en el Instituto Laue-Langevin; TOFTOF en el Forschungsneutronenquelle Heinz Maier-Leibnitz; PELICAN en la Australian Nuclear Science and Technology Organisation; y el FOCUS en el Instituto Paul Scherrer.

## Proyectos relacionados
La Iniciativa de Infraestructura Integrada para la Dispersión de Neutrones y la Espectroscopia de Muones (NMI3) es un consorcio europeo de 18 organizaciones asociadas de 12 países, incluidas todas las instalaciones principales en los campos de la dispersión de neutrones y la espectroscopia de muones.